# Darázszengőlégy

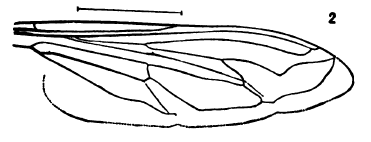
Milesia ornata szárnyának felépítése

A darázszengőlégy (Milesia) a zengőlegyek (Syrphoidea) öregcsaládjában a névadó zengőlégyfélék (Syrphidae) család herelégyfélék (Eristalinae) alcsaládjába sorolt darázszengőlégy-rokonúak (Milesiina) nemzetségének névadó neme közel száz leírt fajjal.

## Származása, elterjedése
Fajai a palearktikus, a nearktikus, az afrotropikus és az indo–maláj biorégióban élnek, elterjedésük centruma az indo–maláj biorégió. A Palearktikumból 5 fajukat ismerjük; közül 4 fajukat ismerjük, közülük kettő 2017-ig Magyarországról is előkerült:
- nagy darázszengőlégy (Milesia crabroniformis)
- kis darázszengőlégy (Milesia semiluctifera)

## Megjelenése, felépítése
Közepesnél nagyobb zengőlégy. Kissé hosszúkás csápja a homlok kiemelkedésén ered és előrenyúlik. Csápsörtéje csupasz. Szeme csupasz, a hímeké egy rövidebb szakaszon összeér
(vagy legalább megközelíti egymást). Hátulsó combjának csúcsához közel egy kis, fog alakú nyúlvány fejlődik.

## Életmódja, élőhelye
Lárváinak életmódját kevésbé ismerjük; valószínűleg szaprofágok. Feltehető, hogy fák korhadékában fejlődnek.

## Fordítás
Ez a szócikk részben vagy egészben  a   Milesia című angol Wikipédia-szócikk ezen változatának fordításán alapul.  Az eredeti cikk szerkesztőit annak laptörténete sorolja fel. Ez a jelzés csupán a megfogalmazás eredetét és a szerzői jogokat jelzi, nem szolgál a cikkben szereplő információk forrásmegjelöléseként.